# Abenteuer in Shoetown
Abenteuer in Shoetown (Originaltitel: The Shoe People) ist eine britische Zeichentrickserie, die von 1987 bis 1992 produziert wurde.

## Handlung
Ort der Handlung ist Shoe Town, eine Stadt, die, wie der Name bereits sagt, von Schuhen verschiedenster Sorte bewohnt wird. Jede Nacht, wenn der Abstellraum der Schusterei, in der die Schuhe zuhause sind, vom Schuster verschlossen wird, erwachen die Bewohner zum Leben und erleben amüsante und lehrreiche Abenteuer in ihrer Stadt.
Schöpfer der Serie ist James Driscoll. Die Idee kam ihm, als er bemerkte, dass Schuhe sehr viel über die Persönlichkeit ihres Besitzers aussagen. Nun fragte sich Driscoll, was für Geschichten Schuhe erzählen würden, wenn sie reden könnten.

## Charaktere
P. C. Boot ist der Polizeimann der Stadt. Er liebt es, Dinge zu erklären, womit er die anderen allerdings sehr langweilt. Er lispelt leicht.
Charlie ist ein Clown. Er liebt es, andere Leute zum Lachen zu bringen und ist immer zu Späßen aufgelegt. Charlie hat oft gute Ideen, mit denen er seinen Freunden helfen kann.
Trampy ist ein alter Schuh mit einem Loch. Er liebt es, sich auszuruhen und seinen Garten zu genießen. Trampy lebt in einem alten Haus und ist in Margot, einen Ballettschuh, verliebt.
Sergeant Major ist ein älterer Schuh, der glaubt, immer noch in der Army zu sein. Er legt Wert auf Disziplin und Ordnung und schreit oft sehr laut. Sergeant Major ist Trampys Nachbar und gerät öfter mit ihm in Streit. Auch hält er scheinbar nicht viel von Charlie, dem Clown, kommt aber dennoch immer zu dessen Zirkusvorstellungen. Er mag es nicht, wenn man ihn „Sarge“ nennt.
Wellington ist ein Schuh mit einer Leidenschaft für Wasser. So hat er sogar Löcher in seinem Haus, welches zu seiner Freude bei Regen dadurch überschwemmt wird. Wellington mag es nicht, „Welly“ genannt zu werden.

## Synchronisation
Im Original werden alle Charaktere sowie der Erzähler von Philip Whitchurch gesprochen. In der deutschen Version übernahm Hans Paetsch diese Rolle. In der zweiten Staffel  haben die Charaktere in der deutschen Synchronfassung verschiedene Sprecher.